# Michał Wilhelm Elehard Kelles-Krauz
Michał Wilhelm Elehard Kelles-Krauz bar. (ur. 18 sierpnia 1842 w Wieliże - zm. 22 kwietnia 1922 w Radomiu) – powstaniec styczniowy i urzędnik.
Urodził się w rodzinie ziemiańskiej, syn sędziego gubernialnego Jana Antoniego (1804-1843) i Franciszki z Olechnowiczów (ur. ok. 1816). Uczestnik powstania styczniowego 1863, walczył w oddziale Edmunda Różyckiego na Wołyniu. Po upadku powstania represjonowany – utracił odziedziczony majątek Mickuny (gub. koweńska) i zamieszkał wraz z matką w Lublinie. W 1871 ożenił się z Matyldą z Daniewskich. Pracował jako kontroler akcyzy w Szczebrzeszynie, Radomiu i Końskich. Ok. 1874 osiedlił się na stałe w Radomiu. Członek Resursy Obywatelskiej w Radomiu. 
Był dwukrotnie żonaty: pierwszy raz z Matyldą z Daniewskich (1844-1887) siostrzenicą Piotra Wysockiego. Mieli pięcioro dzieci: działacza i teoretyka PPS Kazimierza (1872-1905), Jana Jakuba (1873-1940) i Bohdana (1875-1893), Matyldę (1876-1958), żonę Wiktora Młodzianowskiego (1876-1935) oraz lekarza i działacza PPS Stanisława Macieja (1883-1965). Powtórnie ożenił się z Julią z Goldsteinów (1869-1947) z którą miał troje dzieci: Mariusza Eleharda (ur. 1894), Sylwię (1895-1975) żonę najpierw Alojzego Jarzyńskiego a potem Stanisława Dworzaka, oraz Bohdana (ur. 1901). 